# Hørehæmmet
En hørehæmmet person har mistet så stor en del af sin hørelse, at han eller hun har brug for at få lyde forstærket i større eller mindre omfang. Dette sker typisk ved hjælp af et høreapparat. Nedsat hørelse kan sætte ind på alle tidspunkter i livet.
Det kan være svært for hørende at få en fornemmelse af det akustiske lydbillede, som hørehæmmede lever med til daglig. Dels fordi graderne af høretab er forskellige. Dels fordi to personer med samme grad af hørenedsættelse, ikke hører ens. Mange forhold har betydning for, hvad nedsat hørelse medfører for den enkelte.

## Grader af høretab
Der findes flere grader af høretab. Man taler om lette, middelsvære og svære hørenedsættelser. Nogle hørehæmmede har forskellige grader af nedsat hørelse på højre og venstre øre.

## Typer af høretab
Generelt findes der to forskellige typer høretab: konduktive og perceptive. Nogle mennesker har en kombination af disse høretab.
Konduktivt høretab
Et konduktivt høretab skyldes, at lydene ikke når frem til sansecellerne i det indre øre. Øregangen kan være tilstoppet, eller der kan være sygdom i mellemøret. Et konduktivt høretab kan for det meste afhjælpes ret effektivt: enten ved, at årsagen til høretabet fjernes, eller med et høreapparat som forstærker de lyde, som ellers ikke ville nå frem til det indre øre.
Perceptivt høretab
Årsagen til et perceptivt høretab findes i det indre øre eller ørets nervesystem. Et høreapparat kan kun i et vist omfang afhjælpe et perceptivt høretab. Høreapparatet kan aktivere nogle af de sanseceller, der endnu fungerer. Da høreapparatet imidlertid ikke kan erstatte de manglende sanseceller, vil det perceptive høretab som regel medføre forringet taleopfattelse hos den hørehæmmede. Derfor bliver ikke alle hørehæmmede hjulpet lige godt ved at bruge høreapparat.
Mennesker med et perceptivt høretab oplever – udover den manglende lydstyrke – at de har svært ved at skille specielt de enkelte talelyde ud fra hinanden. Ordene flyder sammen. Typisk vil en person med et sådant høretab godt kunne høre, at der bliver talt, men han eller hun kan have svært ved præcist at høre, hvad der bliver talt om. Skelneevnen er således forringet.
De fleste ældre mennesker med hørenedsættelse har nedsat skelneevne, og dette kan et høreapparat ikke fuldt ud kompensere for.

## Måling af høretabets grad
Man måler graden af et høretab ved at undersøge, hvilken styrke forskellige toner skal have for at blive opfattet. Ved en høreundersøgelse afprøves ørets følsomhed i området fra de mørke (lave) toner (125 Hz) til de lyse (høje) toner (8000 Hz). Dette område har størst betydning for opfattelsen af tale. Resultatet af undersøgelsen vises i et audiogram. Målestokken for styrke hedder decibel (dB), og jo lavere der er markeret i audiogrammet, jo større er hørenedsættelsen. Desuden undersøges evnen til at skelne ord fra hinanden, ved at den hørehæmmede gentager ord fra en ordliste. Mængden af korrekt gentagede ord (i %) er udtryk for den hørehæmmedes skelneevne.
Antal og årsager
Man antager, at ca. 500.000 mennesker i Danmark har nedsat hørelse. Det drejer sig om personer, der har lige fra et let høretab til så stort et høretab, at de må betragtes som døv eller døvbleven. Nogle svært hørehæmmede vælger således at have deres sociale, sproglige og kulturelle tilhørsforhold i døveverdenen. Aldersbetinget høretab opstår hos de fleste omkring 60-70 års alderen, og man regner med, at hver anden person over 75 år har nedsat hørelse. Der føres ikke nøjagtig statistik over antallet af hørehæmmede, som bruger høreapparat. Man går ud fra , at 250-300.000 danskere anvender høreapparat eller et andet høreteknisk hjælpemiddel. Hvert år udleveres 60-70.000 høreapparater.

## Kendte årsager til høretab
- Alder, som er den mest almindelige årsag.
- Arvelige faktorer.
- Medfødte faktorer fx mikroti.
- Sygdom fx meniere, meningitis, otosclerose.
- Ulykke eller kraftig støj.

## Begrænsninger
Nedsat hørelse er et skjult handicap, som ikke altid forstås og dermed accepteres af omgivelserne. Hertil kommer, at nogle hørehæmmede selv har svært ved anerkende og acceptere, at de ikke hører godt. Afhængig af hørenedsættelsens grad og karakter oplever den hørehæmmede sin nedsatte hørelse som en større eller mindre belastning. Den hørehæmmede kan have svært ved at deltage på lige vilkår med normalthørende i mange hverdagssituationer, hvor samtale indgår.
Et kursus på aftenskolen, en tur i teatret, velkendte fritidsaktiviteter – og tilsyneladende uproblematiske sammenhænge – kan for en hørehæmmet give anledning til store anstrengelser og problemer. I samtalesituationer i familien, på arbejdet, til selskab eller ude i byen, må den hørehæmmede ofte bede om at få gentaget, hvad der er blevet sagt. Der er stor risiko for misforståelser, og det kan være anstrengende og mange gange føles flovt at opdage, at man har svaret forkert.

## Hørehæmmedes kommunikation
En hørehæmmet person er oftest meget opmærksom på de kommunikationsregler og særlige hensyn, der passer ham eller hende bedst. Den hørehæmmede vil typisk selv – hvis situationen tillader det – gøre den normalthørende samtalepartner opmærksom på disse hensyn, så fejl og misforståelser undgås. For eksempel forringer det den hørehæmmedes mulighed for at mundaflæse, hvad der bliver sagt, hvis samtalepartneren dækker munden med sin hånd, tygger tyggegummi eller vender ryggen til, mens der tales. For den hørehæmmede kan disse ting være altafgørende for, om han eller hun får noget ud af samtalen eller ej.
Nogle mennesker med svære hørenedsættelser har behov for at benytte sig af tegnsprog eller elementer fra tegnsprog i kommunikation med andre. Det kan være håndalfabet, mund-håndsystem eller tegn fra tegnsprog. Af den grund føler nogle svært hørehæmmede sig mere knyttet til gruppen af døve end til gruppen af hørehæmmede.